# Konspirative Küchenkonzerte
Konspirative Küchenkonzerte (Eigenschreibweise: Konspirative KüchenKonzerte) ist eine Fernsehshow, die sich als Forum aktueller Kunst und neuester Entwicklungen der Populärmusik versteht. Sie verbindet Popmusik mit den Arbeiten darstellender Künstler. Alle Sendungen bestehen aus musikalischen Liveauftritten, installierter Kunst, filmischen Beiträgen über die Künstler und finden ihren Höhepunkt in einem gemeinsamen Essen.

## Konzept
Konspirative Küchenkonzerte wird als „Gastro-Pop-Show“ seit Mai 2009 im Hamburger Stadtteil Wilhelmsburg produziert und vom Bürgersender TideTV in Hamburg und 15 weiteren Offenen Kanälen in Deutschland sowie einem Teil Österreichs ausgestrahlt. Bis Februar 2011 waren dies 19 Sendungen, die auch im Internet abrufbar sind. Ab August 2011 wird die Sendung wöchentlich freitags um 22 Uhr auf ZDFkultur ausgestrahlt. Das Logodesign stammt von der Hamburger Illustratorin Larissa Bertonasco.
Das Konzept der Sendung beruht auf der These, dass die besten Gespräche in der Küche stattfinden. Nach dem Motto (frei nach Tucholsky): „Das bisschen Literatur, das ich brauche, schreibe ich mir selber“ verbindet das Team seine Vision eines besseren Fernsehens mit dem Ziel, für Musik und Kunst einen neuen Sendeplatz zu erobern. Daher werden die Sendungen vor Livepublikum in dem Atelier bzw. in der Küche des Moderators auf dem „Puhsthof“ in Hamburg-Wilhelmsburg aufgezeichnet.
Eingeladen werden jeweils ein musikalischer Akt und ein Künstler. Der oder die Künstler gestalten die Küche und den Bühnenraum. Die Band gestaltet den Abend musikalisch und darf sich zudem ein Lieblingsgericht wünschen. Während dieses vom Moderator Marco Antonio Reyes Loredo und seinem Partner Stefan „Enno“ Mühlmann gekocht wird, unterhält die Band das anwesende Publikum. Band und Künstler werden durch kurze Einspielungen vorgestellt, z. B. durch filmische Porträts und Gespräche im wohnungseigenen Lastenaufzug.
Das Produktionsteam umfasst zurzeit 35 Personen. Regie führt seit Juni 2010 Geli Fuchs, welche auch schon für den NDR die Schmidt Mitternachtsshow und für Sat.1 die Harald Schmidt Show betreut hat.

## Besonderheiten in der Sendung
Während die Sendungen in der Regel einen Gast aus dem Bereich Musik und einen aus dem Bereich Bildende Kunst haben, kommt es in einigen Sendungen vor, dass es besondere Gäste gibt.
In der 11. Folge saßen der Autor Arne Nielsen und seine Frau Karoline Eichhorn im Publikum.
Roger Willemsen moderierte in der 22. Sendung mit dem Ensemble Resonanz und den Künstlern Stefan Vogel und Simon Hehemann eine Talkshow innerhalb der Sendung. Das Gesprächsthema war der griechische Musiker Iannis Xenakis.

## Auszeichnungen und Preise
- 2010: Nominierung für den Grimme-Preis in der Kategorie Unterhaltung (als erste freie Produktion überhaupt).[4]
- 2010: Sophie-Medienpreis für die Sendung mit Bernadette La Hengst und Ton Matton (die Jury sieht das Innovative des Konzepts in der Idee, Kunst, musikalische Unterhaltung und Kulinarisches vermischt zu präsentieren. Sie heben die Anbindung an das Web 2.0 hervor, das aus der Sendung „ein einzigartiges, spannendes und vor allem unterhaltsames Format“ macht, das live im Fernsehen oder „aus der Konserve“ im Netz verfolgt werden kann.[5]).
- 2010: Stipendiaten im „Haus der jungen Produzenten“, einer Nachwuchsinitiative von Studio Hamburg.[6]
- 2010: Nominiert für den Hamburger Musikpreis HANS in der Kategorie Medienformat des Jahres.
- 2010: Preisträger Multimedia beim Meduc Award 2010[7]
- 2011: Nominierung für den Prix Ars Electronica 2011 in der Kategorie Digital Communitys.
- 2011: Nominierung für den HANS Musikpreis 2011 in der Kategorie Hamburger Medien Format 2011.
- 2012: Nominierung für den Grimme-Preis in der Kategorie Unterhaltung.[8]